# Sommarlysing
Sommarlysing (Lysimachia congestiflora) är en växtart i familjen viveväxter som förekommer naturligt från nordöstra Indien till Kina och sydöstra Asien. Arten är flerårig, men odlas som ettårig utplanteringsväxt i Sverige.

## Synonymer
Lysimachia congestiflora var. atronervata C. C. Wu
Lysimachia gymnocephala Handel-Mazzetti
Lysimachia hui Diels ex Handel-Mazzetti
Lysimachia japonica var. cephalantha Franchet
Lysimachia nigropunctata Masamune
Lysimachia rubroglandulosa C. Y. Wu
Lysimachia smithiana Craib
Lysimachia taiwaniana Suzuki ex M. T. Kao.